# Androdeloscia feistae
Androdeloscia feistae är en kräftdjursart som beskrevs av Klaus Ulrich Leistikow 1999. Androdeloscia feistae ingår i släktet Androdeloscia och familjen Philosciidae. Inga underarter finns listade i Catalogue of Life.